# Acacia paraneura
Acacia paraneura là một loài thực vật có hoa trong họ Đậu. Loài này được Randell miêu tả khoa học đầu tiên.